# Юмадибаш
Юмадиба́ш (рос. Юмадыбаш, башк. Йомаҙыбаш) — село у складі Шаранського району Башкортостану, Росія. Входить до складу Чалмалинської сільської ради.
Населення — 519 осіб (2010; 622 у 2002).
Національний склад:
- башкири — 76 %